# Thank Me Later
Thank Me Later – debiutancki studyjny album kanadyjskiego rapera Drake’a, wydany 15 czerwca 2010 nakładem wytwórni Young Money Entertainment oraz Cash Money Records. W większości wyprodukowany przez Noaha Shebiba i Boi-1da, swój wkład mieli również Timbaland jak i Kanye West, a także inni producenci muzyczni. Thank Me Later zawiera subiektywne teksty dotyczące tematyki sławy, samokontroli i miłości. 
Album zadebiutował na szczycie amerykańskiej listy przebojów Billboard 200, sprzedając się w 447 000 egzemplarzach w pierwszym tygodniu.

## Lista utworów
1. „Fireworks” (gośc. Alicia Keys; prod. Noah "40" Shebib, Boi-1da, Crada) – 5:13
2. „Karaoke” (prod. Francis & The Lights) – 3:48
3. „The Resistance” (prod. Noah "40" Shebib) – 3:45
4. „Over” (prod. Boi-1da, Al-Khaaliq) – 3:54
5. „Show Me a Good Time” (prod. Kanye West, No I.D., Jeff Bhasker) – 3:30
6. „Up All Night” (gośc. Nicki Minaj; prod. Boi-1da, Matthew Burnett) – 3:54
7. „Fancy” (gośc. T.I. & Swizz Beatz; prod. Swizz Beatz, Noah "40" Shebib) – 5:19
8. „Shut It Down” (gośc. The-Dream; prod. Noah "40" Shebib, Omen) – 6:59
9. „Unforgettable” (gośc. Young Jeezy; prod. Noah "40" Shebib, Boi-1da) – 3:34
10. „Light Up” (gośc. Jay-Z; prod. Noah "40" Shebib, Tone Mason) – 4:34
11. „Miss Me” (gośc. Lil Wayne; prod. Boi-1da, Noah "40" Shebib) – 5:06
12. „Cece's Interlude” (prod. Noah "40" Shebib) – 2:34
13. „Find Your Love” (prod. Kanye West, No I.D., Jeff Bhasker) – 3:29
14. „Thank Me Now” (prod. Timbaland) – 5:29

## Certyfikaty i sprzedaż
| Kraj                     | Certyfikat         | Sprzedaż   |
| ------------------------ | ------------------ | ---------- |
| Kanada (MC)              | 2x platynowa płyta | 160 000+   |
| Stany Zjednoczone (RIAA) | 4x platynowa płyta | 4 000 000+ |
| Wielka Brytania (BPI)    | platynowa płyta    | 300 000+   |